# Bunkeflostrand
Bunkeflostrand è un'area urbana della Svezia situata nel comune di Malmö, contea di Scania.
La popolazione rilevata nel censimento 2010 era di 10 386 abitanti .